# Chegas de Touros

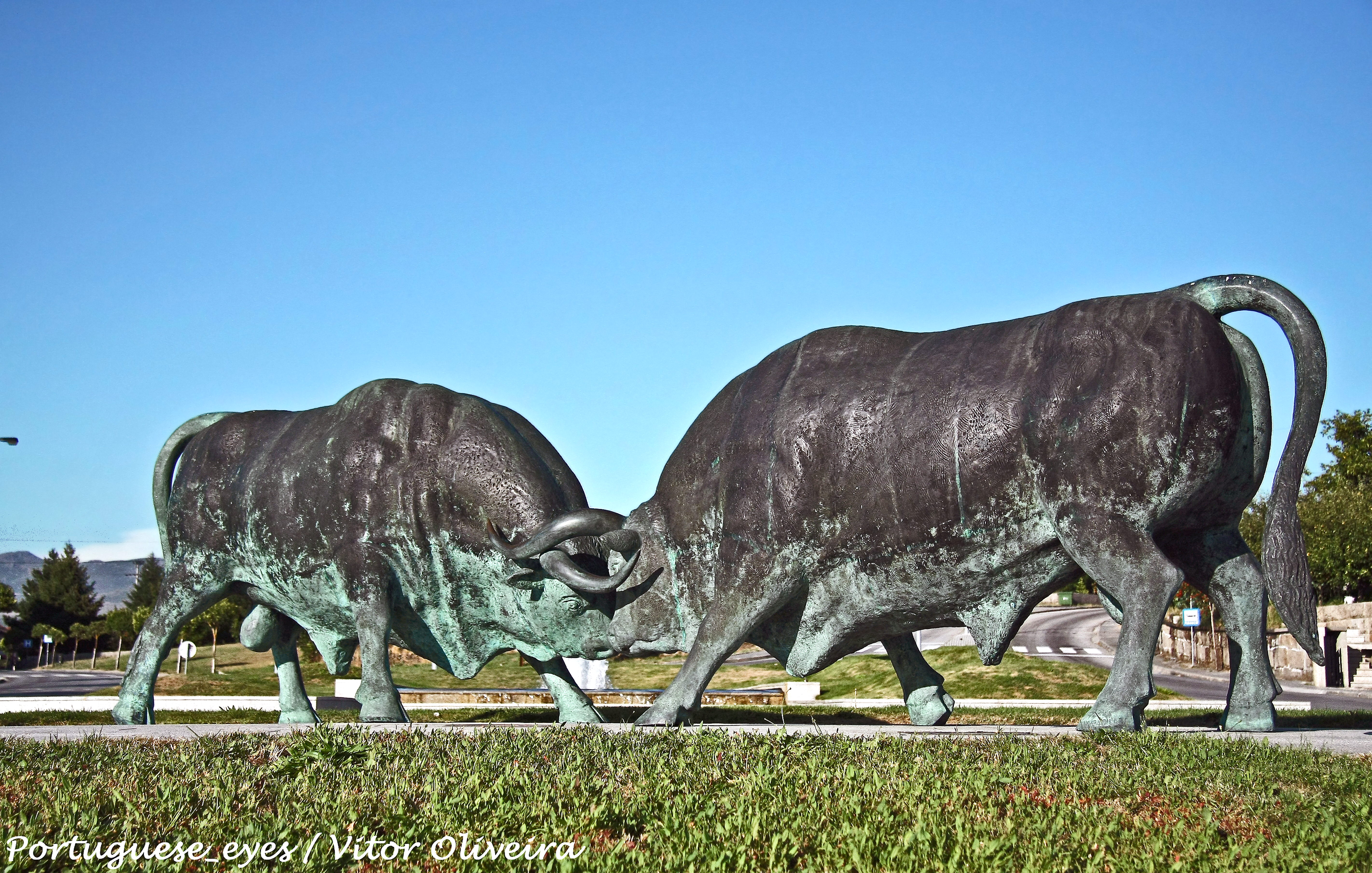
Monumento à Chega de Bois - Montalegre

A chega de touros, luta de touros (designações na Terra Fria Transmontana) ou chega de bois (Terra Quente Trasmontana) é uma parte importante da actividade dos criadores de gado de Trás-os-Montes. De origens ancestrais, as chegas de touros foram impulsionadas nas última décadas como incentivo à criação das raças autóctones portuguesas, principalmente as raças Mirandesa e Barrosã.
Em Vieira do Minho realizam-se anualmente 4 chegas de bois , com 6 emparelhamentos em cada uma. Em Fevereiro na Feira do Fumeiro, em Junho na Agro Vieira, em Outubro na Feira da Ladra e em Novembro no Mercado da Castanha. 
Anualmente, no período do Verão realizam-se o Campeonato Nacional de Chega de Bois da Raça Barrosã em Montalegre, e o  Campeonato Nacional de Chega de Touros da Raça Mirandesa em Vinhais.

## História
Não é possível determinar a origem do ritual das lutas de touros, presumindo-se que esteja ligada à crença de que Dionísio, divindade da vegetação e das colheitas, podia assumir a forma física, do touro como representação simbólica de masculinidade e valentia.
Terá sido a partir da reminiscência de festas pagãs dionisíacas, comuns a diversas culturas da Europa e África, que as lutas de touros tenham sobrevivido até à actualidade estando presentes anualmente nas mais importantes festas de Verão.
As lutas de touros terão surgido como um ritual religioso, evoluindo para uma actividade lúdica.
Com a substituição do uso do gado por meios mecânicos nas diversas actividades da agricultura, assistiu-se a um acentuado decréscimo das populações da raças autóctones portuguesas, devido também à menor produtividade (em carne e leite) comparativamente com outras raças vindas do exterior do país.
Para contrariar esta tendência, várias associações ligadas à criação de gado de raças autóctones portuguesas (como os Solares das Raças, associações de criadores de gado e autarquias) resolveram no início do século XXI criar Campeonatos de Chegas de Touros como forma de incentivar a criação dessas raças e premiar os melhores exemplares.
Estes campeonato têm um efeito muito positivo, sendo possível assistir a um aumento da população de gado autóctone, alguns dos quais criados especificamente para competição, associado a um crescente aumento de espectadores, traduzindo-se em maiores comparticipações financeiras distribuídas pelos criadores. Segundo um dos mentores do Campeonato da Raça Mirandesa, a prova "contribui para o aumento da qualidade da raça mirandesa", fomentando a selecção dos melhores exemplares.

## A Chega
O princípio das chegas de touros é simples: trata-se de aproximar, ou “chegar” dois machos, que manterão as cabeças encostadas para determinar o mais forte. Raramente estas lutas implicam algum tipo de ferimento para algum dos animais tratando-se antes de recriar um processo natural em que os animais se observam, exibem a sua corpulência e, eventualmente tratarão de medir forças, através do encosto das cabeças, apenas o necessário para que um deles sinta estar em desvantagem, isto é, dê sinais de recuo ou de fuga. Em alguns casos, o animal dominante fará uma breve perseguição ao mais fraco, o suficiente para confirmar o seu poder, sem consentir dúvidas ao adversário.
As chegas de touros podem durar vários minutos como apenas alguns segundos (ou nem chegar a principiar caso um animal recuse "dar a cabeça"), em que os imponentes animais chegam a pesar 1200Kg no caso da Raça Mirandesa.
Paralelamente às chegas é natural estabelecer-se um sistema de apostas sobre os vencedores, consistindo em mais uma fonte de receita para os criadores.
Actualmente, a maioria dos animais são pertença de criadores de gado, cujo este é o seu meio de subsistência, mas recuando a tempos anteriores à segunda metade do século XX, os touros eram um bem comunitário, pertença de uma aldeia, e que era cuidado colectivamente. Este costume fazia parte das tradições comunitárias que eram um traço marcante da região transmontana, sendo uma das suas funções a reprodutiva. Ainda hoje é possível encontrar os “bois do povo” em algumas, embora poucas, aldeias de Trás-os-Montes, estando no entanto ainda bem presente na Ilha Terceira, nos Açores.

## Campeonato Nacional de Chega de Bois da Raça Barrosã
Campeonato Nacional de Chega de Bois da Raça Barrosã com lutas entre 2 animais apurando-se o vencedor, em eliminatórias sucessivas até ser encontrado o campeão.

## Campeonato Nacional de Chega de Touros da Raça Mirandesa
No Campeonato Nacional de Chega de Touros da Raça Mirandesa, são admitidos a concurso todos os elementos masculinos da Raça Mirandesa  dividos em duas categorias (A - mais de cinco anos e B - menos de 5 anos), com lutas entre 2 animais apurando-se o vencedor, em eliminatórias sucessivas até ser encontrado o campeão.
Entre 14 de julho e 18 de agosto de 2013 disputou-se o 5º Campeonato Nacional de Chega de Touros da Raça Mirandesa em Vinhais. 
A edição de 2013 envolveu cerca de 40 animais (ambas as categorias) e teve como grande surpresa a eliminação do campeão em título bem como do vencedor das 3 primeiras edições Pinheiro de Quintela, ambos na 1ª eliminatória.
'Rouxinol de Quintela (A) e Galante de Bragada (B) sagraram-se Campeões Nacionais de 2013.

## Chega dos Campeões
A 20 de Maio de 2012 em Vinhais disputou-se a Chega dos Campeões entre o tri-campeão Mirandês Pinheiro de Quintela e o campeão Barrosão Mantorras de Montalegre. Venceu o Pinheiro sagrando-se Campeão dos Campeões.